# Mikrosörfőzde

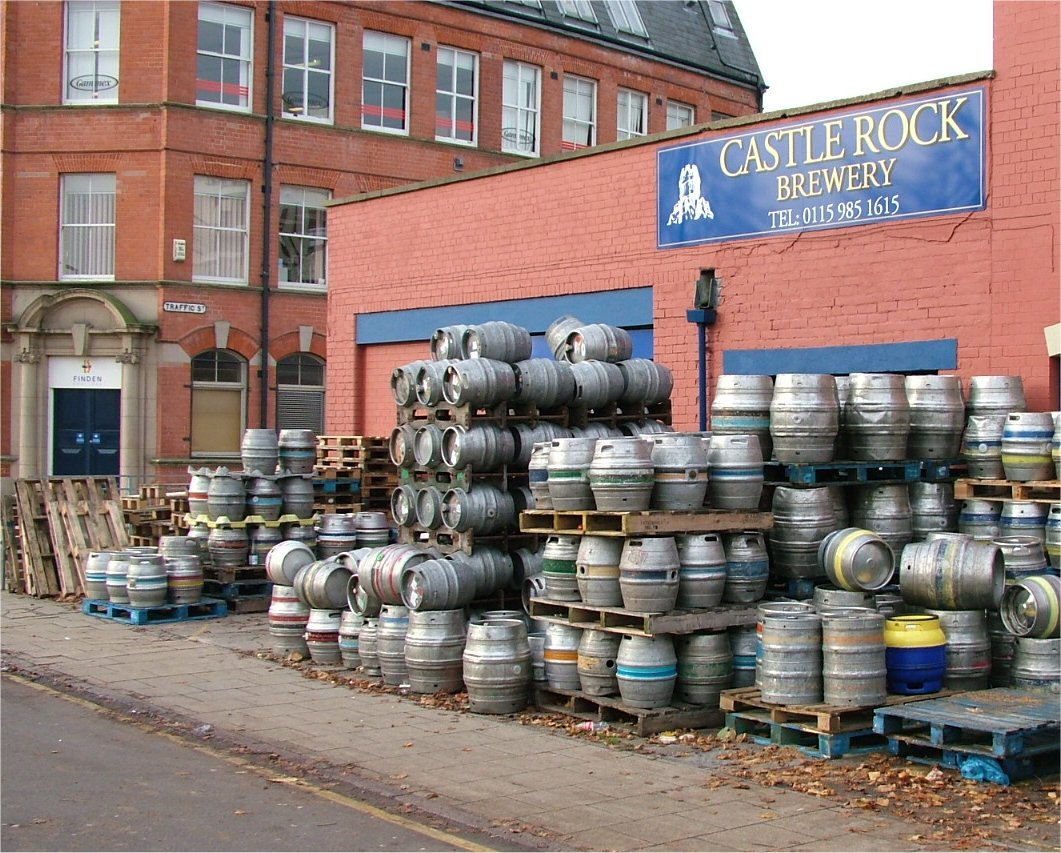
Hordók és tartályok (többnyire firkin méretű, azaz 9 gallonos hordók) a Castle Rock mikrofőzde előtt Nottinghamben, Angliában

A mikrosörfőzde olyan kisüzemi sörfőzde, amely viszonylag kevés, de minőségi sört állít elő — tipikusan évi 5000 hordónál kevesebbet. AZ utóbbi időben ezt sajnálatosan keverik olyan fogalmakkal, mint a kézműves sör és a kraft sör. A zavar oka a fogalmak jelentős átfedése, lévén a kézműves söröket és ezek alcsoportjaként a kraft söröket szinte kizárólag mikrosörfőzdékben főzik.
A mikrosörfőzdék általában a minőségre, az ízekre és a kifinomult főzőtechnikákra koncentrálnak.
A mikrosörfőzdék mozgalma az Egyesült Királyságból indult el az 1970-es években, bár hagyományos kézműves sörfőzés már évezredek óta létezett Európában, és onnan terjedt el. Ahogy a mozgalom terjedt és egyes főzdék növelték a termelésüket, kialakult a kraft sörfőzés átfogóbb definíciója, amely szerint a kraft sör a lehető legjobb alapanyagokból készül egyedi receptek alapján és kifinomult főzési technikákkal. Tehát a mikrosörfőzde mennyiségi, a kézműves sör és a kraft sör pedig minőségi kategória. A brewpub olyan pub vagy étterem (sörház, németül Brauhaus), amely helyben főzi a felszolgált sört.
A mikrosörfőzde fogalmához kapcsolódik a gerilla sörfőzés jelensége. A gerilla sörfőzők nem saját üzemükben állítják elő saját márkájú söreiket.

## Meghatározások

### Mikrosörfőzde
Bár a mikrosörfőzde szót kezdetben a főzde méretének a megjelöléseként használták, ez a jelentése fokozatosan felhígult: elkezdett a sörfőzés alternatív hozzáállására, hajlékonyságra, alkalmazkodóképességre, kísérletező hajlamra és a vevők kiszolgálásának egy más formájára utalni. A szó és a trend az 1980-as években kezdett elterjedni az Amerikai Egyesült Államokban is. 

### Nanosörfőzde
A The Food Section szakmai oldal úgy definiálja a nanosörfőzdét, mint „egy visszafogott termelésű mikrosörfőzde, amelyet gyakran egyetlen ember működtet”. Az Egyesült Államok kincstári minisztériuma szerint a nanosörfőzde „nagyon kicsi sörfőző”, amely eladásra állít elő sört.

### Magyarországon
Magyarországon már az 1990-es évek elején sok mikrosörfőzdét alapítottak, mindjárt a kommunista tervgazdálkodásból a piacgazdaságba való átmenet elején. Miután hamarosan a nagy nyugati sörgyárak is megjelentek a magyar piacon, a kis főzdék jó része tönkrement. Több akkor alakult főzde azonban ma is működik.
Jelenleg nyolcvan körüli mikrofőzde működik az országban, beleértve a gerilla sörfőzőket is, akik nem a saját üzemükben főznek. Mintegy tucatnyi a sörházakban a helyben főzött söröket is felszolgálják. Néhány sörfőzde egyházi tulajdonú: sört főz a Szent Mauríciusz Monostor, a Zirci Apátsági Manufaktúra és a székesfehérvári püspökség is.
A mikrosörfőzdék egyenetlenül oszlanak meg területileg. A legtöbb főzde Budapesten van, ezt követi Pest megye, majd Bács-Kiskun megye. Vannak olyan megyék, ahol egyáltalán nincs kézműves sörfőzde.

#### Kézműves vagy kraft sör?
A mikrosörfőzdék Magyarországon is elterjedtek az elmúlt évtizedben. Termékeikre a kézműves sör elnevezés terjedt el, ez azonban kiszorulóban van: sok, a minőségre koncentráló főző inkább a kraft sör nevet használja, mivel a „kézműves” jelzőt az utóbbi a termékek megtévesztően széles körére használják.

## Területenként

### Németország

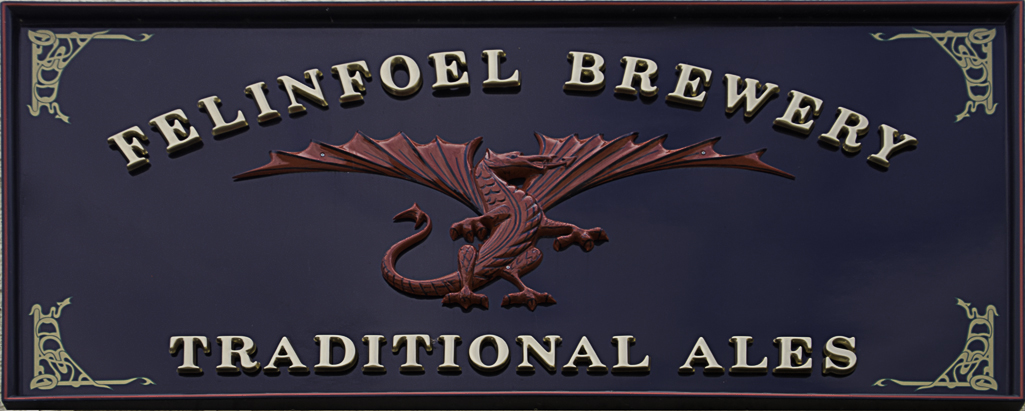
Walesi sárkány motívum a Felinfoel Village Micro-Brewery sördobozán

Németországban, ahol sok évszázados hagyománya van a sörfőzésnek kisebb-nagyobb üzemekben, 2010-ben 901 kis sörfőzde volt. Németország Szövetségi Statisztikai Hivatala a kis sörfőzdét úgy definiálja, hogy az éves termelése kevesebb, mint ötezer hektoliter. A német söradó progresszív, és a kis főzdék kevesebbet fizetnek.

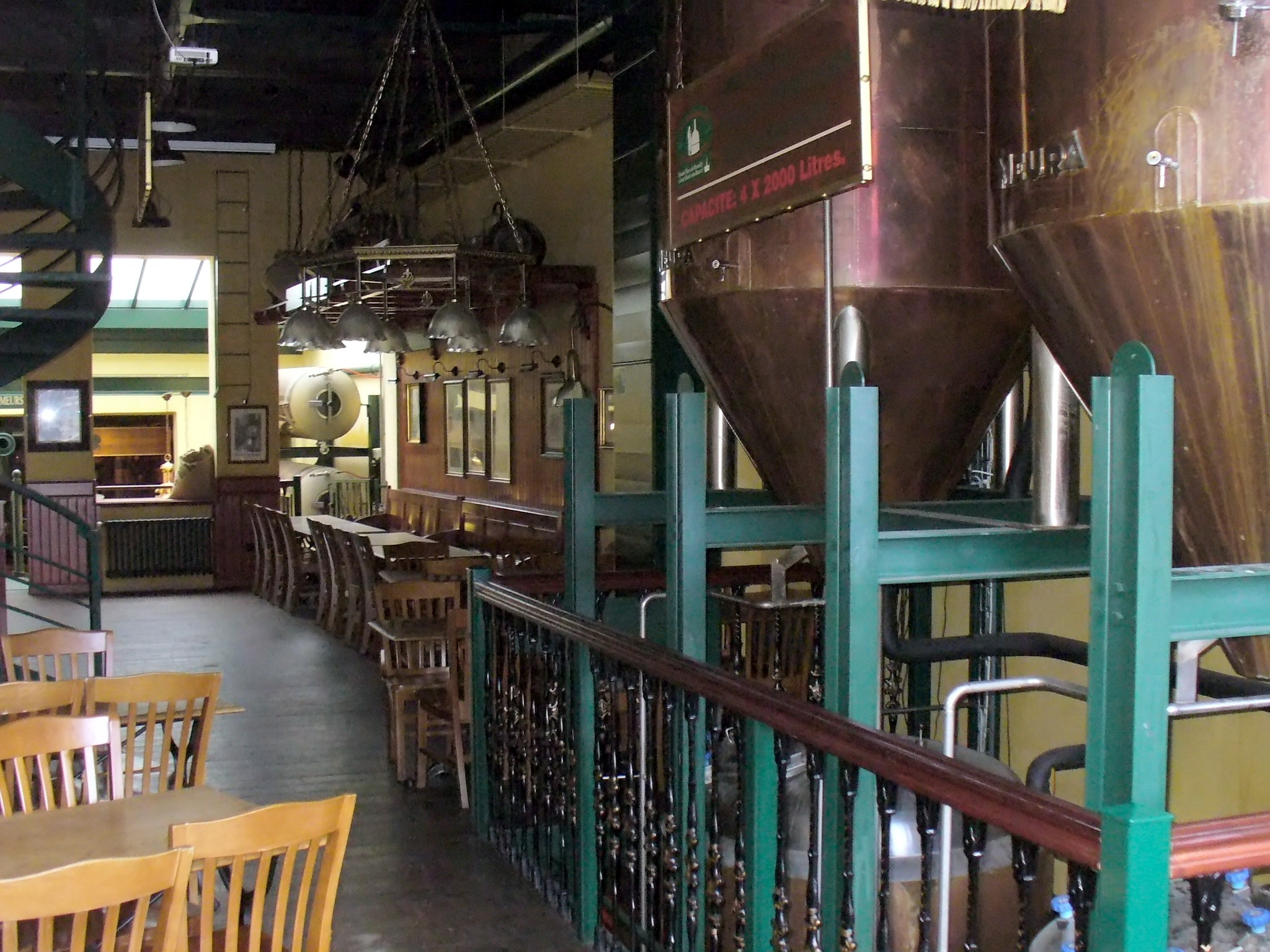
Sörfőzdepub Brüsszelben

A kis főzdék piaci részaránya Németországban kevesebb, mint 1%. 638 közülük még ezer hektoliternél is kevesebbet főz évente. Az adatok csak a kereskedelmi célú sörfőzésre vonatkoznak, a hobbisörfőzés ebben nincsen benne.
A kis főzdék mintegy harmada hosszú, akár 500 éves hagyománnyal rendelkezik. A legtöbbjük Frankföldön, Bajorország északi részében van. A főzdék mintegy kétharmadát az utóbbi 25 évben alapították. A kis főzdék túlnyomó része pubbal összekötve működik.

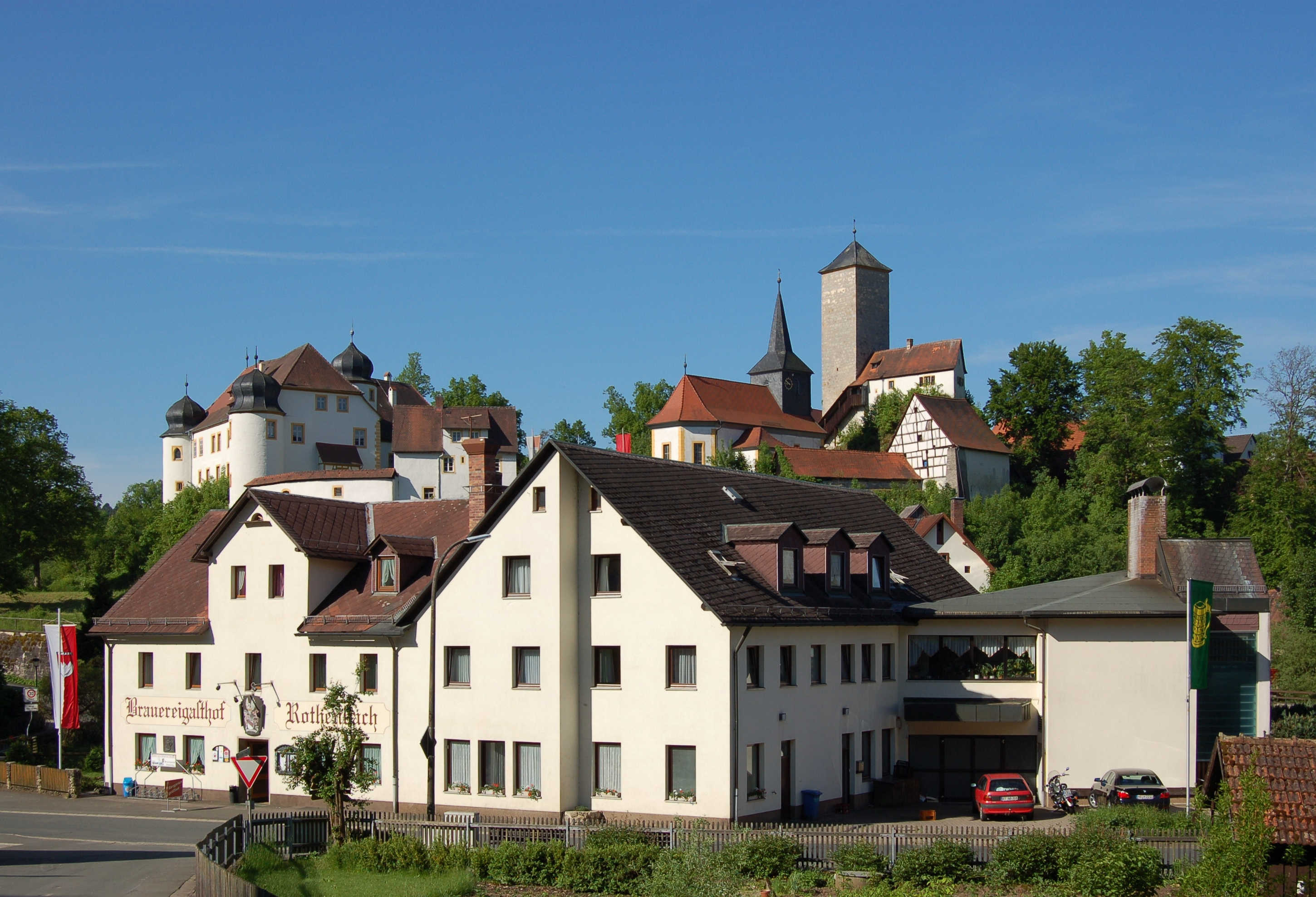
A Brauereigasthof Rothenbach sörfőzdepub Aufseßben, a bajorországi Frankföldön

Míg más országokban a mikrosörfőzdék a tömegtermelésre való reakcióként születtek, a hagyományos sörház, a Brauhaus a németeknél korábban is fontos sörtermelő volt. Ez főleg az ország déli részére igaz, és különösen Bajorországra.
Felső-Frankföld, Frankföld egyik északi régiója a világ sörfőzdékkel legsűrűbben ellátott régiója. Felső-Frankföld mintegy egymillió lakosára mintegy 200 sörfőzde jut. Sok közülük mikrosörfőzde vagy sörház.

### Egyesült Királyság
A mikrosörfőzde név az Egyesült Királyságban született az 1970-es évek végén, hogy így különböztessék meg a cask ale sörtípust előállító kis sörfőzdék új generációját a nagy főzdéktől és publáncoktól. Az első sikeres kísérlet ilyen sörfőzde létrehozására 1974-ben történt, amikor Bill Urquhart megalapította a Litchborough főzdét az azonos nevű Northamptonshire-i faluban. Urquhart korábban a Phipps utolsó sörfőzőmestere volt, mielőtt a nagy northamptoni főzdét a tulajdonos, Watney Mann 1974 májusában bezárta, hogy helyet csináljon a Carlsberg csoport új lager gyárának. A litchboroughi főzdében oktatták is a kereskedelmi célú sörfőzést, és az itt tanulók és inaskodók közül került ki sok a brit kézműves sörfőzés úttörői.
Az Egyesült Királyságban számos cask ale típusú sört gyártó kis kereskedelmi főzde is működik, amelyek közül sok mikrosörfőzdének tekinthető. Vannak olyan kicsik is, amelyek garázsnyi helyen állítanak elő sört. A Királyságban kisebb a rés mikrofőzdék és gyárak között, mert mindenféle méretű sörfőzde létezik.
Mielőtt megjelentek a nagy sörgyárak, az Egyesült Királyságban az áruba bocsátott sört helyben főzték. A sörfőző asszony (alewife) kitett egy jelet – egy komlóbotot vagy sörpálcát –, amikor elkészült a sör. A középkori hatóságok több feladatot láttak a sör megfelelő minőségének és erejének biztosításában, mint a sörfogyasztástól való eltántorításban. Fokozatosan férfiak is egyre többen vettek részt a sörfőzésben, és céhekké szerveződtek, mint például 1342-ben a londoni sörfőző céh (Brewers Guild) vagy 1598-ban az Edinburgi Sörfőző Társaság. Ahogy egyre szervezettebbé és megbízhatóbbá vált a sörfőzés, a fogadók és tavernák közül egyre többen hagytak fel a saját sör főzésével, és hagyatkoztak a kereskedelmi főzdékre.
Maradtak sörházak, amelyek továbbra is saját maguk állították elő a sörüket, mint például a Blue Anchor (Kék Horgony) a cornwalli Helstonban, amelyet 1400-ban alapítottak, és ezért az Egyesült Királyság legrégebbi sörházának tekintik. A 20. században a legtöbb hagyományos pubot, amelyek korábban az épület hátulsó részében saját sörüket főzték, felvásárolták a sörgyárak, és megszüntették a helyszíni sörfőzést. Az 1970-es évek közepére mindössze négy sörház pub maradt: az All Nations (Minden Nemzet, a shropshire-i Madeleyben), The Old Swan (Az Öreg Hattyú, Netherton, West Midlands) a Three Tuns (Három Hordó, Bishop's Castle, Shropshire) és a Blue Anchor.
A nagy sörgyárakkal szemben hűvösebbé az 1970-es évektől kezdett válni a hangulat. A CAMRA (Campaign for Real Ale, azaz Kampány az Igazi Ale-ért) kampány és Michael Jackson World Guide to Beer (Világkalauz a sörhöz) című könyvének sikere arra ösztönözte, hogy nyíljanak kis sörfőzdék és sörházak, mint például Peter Austin Ringwood sörfőzdéje. 1979-ben megnyílt a Firkin, egy olyan lánc, amelyhez fénykorában több, mint száz pub tartozott. A láncot azonban eladták, és a pubjai végül abbahagyták a sörfőzést.
Egyes brit sörházak ale-specialisták, mások kontinentális lager söröket és búzasöröket főznek. Néhány példa a kis, független sörházakra: The Ministry of Ales (Burnley); The Masons Arms (Headington, Oxford); The Brunswick Inn Derbyben (2010-ben az eladott sör felét főzták helyben); The Watermill pub (Ings Cumbria) és az Old Cannon Brewery (Bury St Edmunds).
A Guardian 2014 májusi cikke szerint Bristol különlegesen kedvelt helye a mikrosörfőzdéknek. Tíz sörfőzdepubot találtak Bristolban, mint: The Tobacco Factory, Copper Jacks Crafthouse és The Urban Standard.
A londoni East End szintén bővelkedik kraft sör specialitásokat árusító helyekben, egyedi, független pubokban és sörfőzdékben. Szintén a Guardian listát is köyölt az East End kraft sör pubjairól. with local East End tour companies also showing the distinct food and craft beer pubs to London visitors with Craft Beer Tours.
Az Egyesült Királyságban, mint Amerikában is, kraft sör előfizetői klubok alakultak, amelyek segítenek felfedezni az újdonságokat a piacon.

### Egyesült Államok
Az Egyesült Államokban a díjnyertes főző K. Florian Klemp azt írta 2008-ban, hogy a kraft sör mozgalom már 1965-ben éledt fel újra, amikor Fritz Maytag 1965-ben megvásárolta az Anchor Brewing Company nevű főzdét San Franciscóban és megmentette a bezárástól. A kraft sörfőzés 1979 után felvirágzott, miután Jimmy Carter elnök deregulálta a sörpiacot. Ugyanebben az időszakban sokan otthon kezdtek el sört főzni, és végül közülük egyesek kereskedelmi mennyiségben is. Inspirációért az Egyesült Királyságban, Németországban és Belgiumban több évszázados hagyományú kézműves sör- és cask ale-készítéshez nyúlhattak vissza.
Egy 2014 júniusi interjúban egy oregoni mikrofőzde tulajdonosa így írta le a szakmát: "Többet kell tenned annál, minthogy csinálj egy nagyon jó sört. Ez igazán az innovációról szól és a kreitivitásról - a kilépésről a sör hagyományos marketingjéből." Egy alkalmazott pedig azt magyarázta, hogy ennek a munkának a lényege a "szív és lélek".

A mikrosörfőzdék, regionális sörfőzdék és főzdepubok száma millió főre vetí¤ve.

Az 1976-ban alapított New Albion Brewing Company sokak számára szolgált mintaként arra, hogyan kell felfuttatni egy kis mennyiséget termelő kereskedelmi sörfőzdét. A  mikrofőzdék termékei gyorsan népszerűek lettek és még több főzde nyílt, sok közülük egy-egy pub mellett, ahol mindjárt el is adhatták a terméket. Ahogy a mikrofőzdék erősödtek, egyesek kiemelkedtek közülük, és így jött létre az újabb kategória: a kraft söré.
Az amerikai mikrofőzdék jellemzően nagykereskedőkön keresztül árulják a söreiket. Mások saját maguk látják el a nagykereskedői feladatokat és egyenesen kiskereskedőknek adják el a termékeiket, vagy egyenesen a fogyasztóknak. Mivel az alkohol felügyelete nem szövetségi, hanem tagállami hatáskör, a szabályozási háttérben nagy különbségek vannak államonként.

## Olaszország
Olaszországban 2015-ben már 600 kisüzemi sörfőzde működött, a számuk tíz év alatt megtizenkilencszereződött.